# Burgistein (Adelsgeschlecht)
Die Herren von Burgistein waren ein Adelsgeschlecht, das nach 1260 aus einer Seitenlinie der kyburgischen Ministerialen von Thun hervorgegangen war. Sie benannten sich nach ihrer Stammburg in der Ortschaft Burgistein.

## Geschichte
Die Adelsfamilie von Burgistein war ein Seitenzweig aus der Ministerialenfamilie von Thun. Jordan I. von Thun erwarb 1260 bei einem Gütertausch mit dem Kloster Interlaken Eigentum in Burgistein und begann, dort eine Burg zu errichten. Sein Sohn Jordan II. nannte sich ab 1266 nach dieser neuen Anlage von Burgistein. Zum Besitz der Familie kamen zusammen mit Burgistein auch der halbe Kirchensatz von Gurzelen sowie grosse Güter in Seftigen. Zudem besass die Familie auf dem Burghügel in Thun ein Festes Haus.

## Wappen
Blasonierung: Schräglinks geteilt von Silber und Schwarz, im silbernen Feld ein wachsender roter Hirsch. Als Helmzier ebenfalls der wachsende rote Hirsch. Die Helmdecken sind aussen Silber und innen Rot.
Das Wappen wird heute von der Gemeinde Burgistein unverändert geführt.

Wappen der Gemeinde Burgistein.

## Stammliste von Burgistein
Nachkommen von Ritter Jordan I. von Thun (erw. 1236–1271), um 1260 Schultheiss der Stadt Thun und Ministeriale der Grafen von Kyburg:
1. Jordan II. von Burgistein (erw. 1266; † vor 1309), Ritter, Herr von Burgistein und Strättligen
  1. Jordan III. (erw. 1308; † zwischen 1336 und 1344), Ritter, Herr von Burgistein ⚭ 1. Catharina von Billens, 2. Jonata von Billens (Kinder nicht sicher zuweisbar)
    1. Konrad II. (erw. 1319–1358), Herr von Burgistein ⚭ 1. Margaretha von Englisberg, 2. Elisabetha von Schweinsberg (erw. 1361)
      1. (1.) Margaretha (erw. 1361–1377), Herrin von Burgistein ⚭ vor 1361 Werner V. Münzer (erw. 1348–1391), Kleinrat der Stadt Bern
      2. (2.) Diethelm (jung gestorben)

    2. Jordan IV. (erw. 1319–1352) ⚭ Verena von Messen
      1. Cuno (erw. 1367–1388), Mitglied des Grossen Rats von Bern, Ritter

    3. Petermann (erw. 1346; † vor 1360) ⚭ 1. Catharina von Ried († vor 1346), 2. 1346 Klara Münzer (erw. 1338–1360)
    4. Amalia ⚭ Johann von Mattstetten (erw. 1336), Junker
    5. Agnes ⚭ Petermann von Wichtrach (erw. 1350–1362)
    6. Adelheid

  2. Konrad I. (erw. 1302–1349), Ritter, Herr zu Strättligen ⚭ ? von Resti
    1. Hartmann († vor 1388), Junker, Burger von Thun, Herr zu Strättligen ⚭ 1. Catharina von Rormoos, 2. Margaretha von Rudenz (Kinder nicht sicher zuweisbar)
      1. Kraft (erw. 1382–1383)
      2. Agnes ⚭ Wölfelin Münch von Münchenstein (erw. 1397; † vor 1400)
      3. Anna ⚭ Hartmann von Spin
      4. Tochter ⚭ ? von Hunwyl

    2. Wilhelm
    3. Anastasia (erw. 1383; † 1409)

  3. Adelheid (erw. 1322–1322) ⚭ Rudolf I. von Hallwyl († vor 1322)
  4. Tochter ⚭ Heinrich von Raron, Ritter

Nicht eingeordnet werden kann Petermann von Burgistein, erwähnt 1269 als Mitstifter des Predigerklosters von Bern. Er soll 1289 mit Bern Krieg geführt haben. Johann von Burgistein, ebenfalls einer der nicht zuweisbaren Vertreter der Familie, ist 1377 Ratsmitglied in Bern, Ludwig 1391 und Peter 1417.